# Klekl József (író)

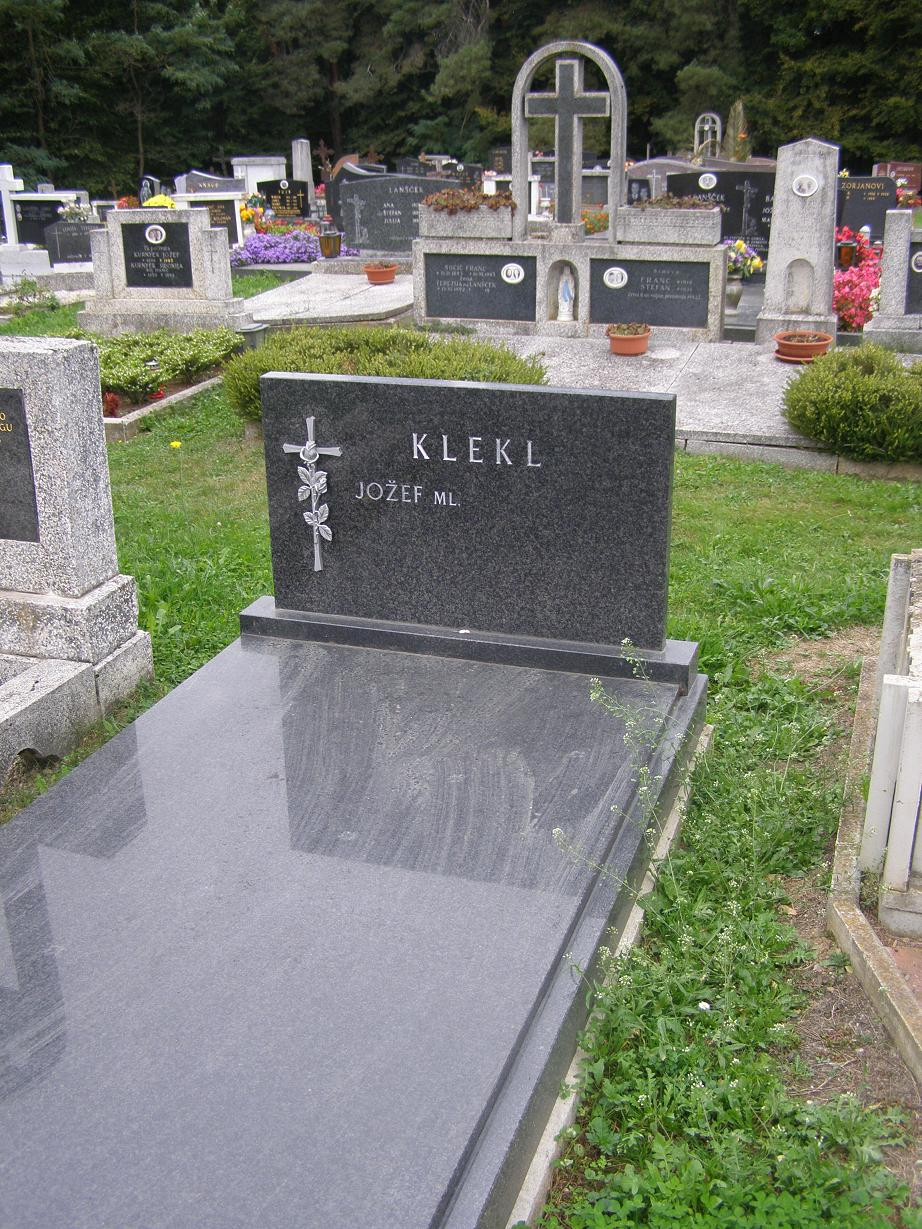
Klekl József sírja a dolányi temetőben.

Klekl József szlovénül Jožef Klekl (Krajna, 1879. március 3. – Dolány, 1936. szeptember 24.) magyarországi szlovén római katolikus pap, író, újságíró.
Muraszombattól nyugatra született a mai Véghelyen (ma Krajna, Szlovénia), közel a szlovén Stájerföldhöz, családja német eredetű volt. Szülei Klekl András és Lülik Anna földművesek. A faluból származott egy másik plébános, Klekl József, aki egyik politikai vezetője volt a Vendvidéknek (akit egyúttal a tervezett Szlovenszka krajina élére is szántak), akinek az unokatestvére volt.
Kleklt 1902. június 27-én szentelték fel, s 1906-ig káplán volt Vízlendván. Egy évig a burgenlandi Rohoncon (ma Rechnitz, Ausztria) káplánkodott, ahol horvátok éltek. 1907-től 1910-ig Bántornyán, 1911-ig Muraszombatban volt káplán. 1911-ben kapta meg a dolányi plébániát, ahol végül elhunyt.
1906 és 1919 között szerkesztette a Kalendara najszvetlejsa Szrca Jezusovoga c. kalendáriumot, 1918 és 1919 között a Novine című vendvidéki újságot, ahol történeti, gazdasági cikkeket közölt. Egyes cikkeket névtelenül jelentetett meg, ezért nem lehet pontosan tudni, hogy mennyit is írt. Keményen támadta a kommunizmust, egyik 1931-es munkájában arra mutatott rá, hogy a kommunisták állításai hazugságok.
2011-ben Dolány községben a Muraszombati egyházmegye mellszobrot állított neki a templom melletti téren.

## Művei
- Pozdrávleno bodi nájplemenitese Oltárszko szvesztvo. Szombathely, Egyházmegyei nyomda
- Miszli na novo leto. ML 2 (1906) 1, 27-18
- Návuk za meszec február. ML 2 (1906) 1, 47-50
- Návuk za meszec marcius. ML 2 (1906) 3, 69-73
- Návuk za meszec május. ML 2 (1906) 5, 137-143
- Návuk za meszec junius. ML 2 (1906) 6, 168-173
- Návuk za meszec julius. ML 2 (1906) 7, 194-195
- Návuk za meszec augusztus. ML 2 (1906) 8, 245-247
- Návuk za meszec szeptember. ML 2 (1906) 9, 257-262
- Návuk za meszec oktober. ML 2 (1906) 10, 289-291
- Návuk za meszec november. ML 2 (1906) 11, 322-326
- Návuk za meszec december. ML 2 (1906) 12, 355-361
- Szmilenje. ML 2 (1906) 11, 339
- Szv. Joanna Franciska Santalszka. ML 2 (1906) 8, 225-228
- Szv. Terezija. ML 2 (1906) 10, 299-301
- Szvetek peterih ran szv. Franciska. ML 2 (1906) 9, 274-276
- Szveti András apostol. ML 2 (1906) 11, 337-338 1907
- Cena psenice. KSJ 1907, 116-118
- Cslovik zakrpane kozse. KSJ 1907, 95
- Csüdi oblecsi. KSJ 1907, 92
- Domacse delo. KSJ 1907, 85-87
- Drüzsbena poszojilnica. KSJ 1907, 82-85
- Gáspár Ferenc. KSJ 1907, 81
- Gorécsi oltar. KSJ 1907, 115
- Gorécsi strki. KSJ 1907, 118
- Goszpodársztvo pr szvinjah. KSJ 1907, 59-64
- Imanje. KSJ 1907, 100-102
- Ká je novoga? KSJ 1907, 123-128
- Ka sze za piszalo plácsa pri noitariusi? KSJ 1907, 112-115
- Kak sztojijo vértje na Vogrszkom? KSJ 1907, 49-50
- Kastiga. KSJ 1907, 103
- Kelko szkadi cslovik 50 let? KSJ 1907,56
- Knige. KSJ 1907, 91-92
- Kral pa bogatin. KSJ 1907, 87
- Lübeznoszt brata i szesztre. KSJ 1907, 43-44
- Ludje velke mocsi. KSJ 1907, 64
- Mati dobroga tanácsa. KSJ 1907, 42-43
- Na dugo pot. KSJ 1907, 99-100
- Na sztáre dni. KSJ 1907, 88-90
- Najvekse zidine szveta. KSJ 1907, 94
- Navuk ta meszec január. ML 3 (1907) 1, 9-10
- Navuk za meszec február. ML 3 (1907) 2, 53-56
- Navuk za meszec március. ML 3 (1907) 3, 78-82
- Navuk za meszec april. ML 3 (1907) 4, 104-110
- Nekaj od vina. KSJ 1907, 56-58
- Od polszki delavcov. KSJ 1907, 76-77
- Oszramoten zasámehovalec. KSJ 1907, 93
- Petelincsek, macsek i liszica. KSJ 1907, 105-106
- Reditel kalendáriuma pa vrág. KSJ 1907, 75
- Szergej i njegov goszpod. KSJ 1907, 128
- Szkoposzt. KSJ 1907, 122
- Szv. Stevan, kral vogrszki. KSJ 1907, 77-80
- Szvéti Anton Padovanszki. KSJ 1907, 45-48
- Tanácsi pri vérsztvi. KSJ 1907, 95-98
- Ti szi Peter! KSJ 1907, 69-71
- Trzstvo nase z vünszkimi dezsélam. KSJ 1907, 119-121
- Umetnica z nogov málajocsa. KSJ 1907, 103
- Uszodna pogodba. KSJ 1907, 93
- Vinszki potok. KSJ 1907, 118
- Vganite. KSJ 1907, 111
- Zelko Balazs i Ficzko Miklos. KSJ 1907, 48-49
- Zemljegibanje na taljanszkom i vu Ameriki. KSJ 1907, 106-110
- Znoriti sze dáte. KSJ 1907, 104
- Zsena – vu misolovki. KSJ 1907, 118
- Zsidovje vu Palesztini. KSJ 1907, 122 1908
- Branite ftice! KSJ 1908, 74-78
- Delavci, steri plácse ne proszijo. KSJ 1908, 69-74
- Dugi Franc. KSJ 1908, 79-80
- Dva bozsicsa. KSJ 1908, 102-105
- Fabula za odrasene. KSJ 1908, 80-81
- Hránite ftice! KSJ 1908, 78
- Ka je novoga? KSJ 1908, 113-124
- Kak nam ide? KSJ 1908, 57-59
- Kak te sparali? KSJ 1908, 64-65
- Kokojscina. KSJ 1908, 81-84
- Kratke zgodovine. KSJ 1908, 110-112
- Najmensi ljudi szveta. KSJ 1908, 54
- Nasa bauta. KSJ 1908, 67-69
- Nasa kassza. KSJ 1908, 65-66
- Nasa zemlja. KSJ 1908, 52-53
- Od zemlje, Szunca i zvezd. KSJ 1908, 55-57
- Pitanje – Odgovor. KSJ 1908, 107-110
- Pobozsne miszli. KSJ 1908, 37-42
- Pri Bogi je pomocs. KSJ 1908, 35-36
- Ratkovits Vendel. KSJ 1908, 87-88
- Sparajte! KSJ 1908, 62-64
- Srce Bozse, tvoj scsem biti. KSJ 1908, 30
- Steri je kváren bio? KSJ 1908, 50-51
- Sztarce postüj! KSJ 1908, 46-47
- Szvetniki – Zavetniki (patron) kmetov. KSJ 1908, 44-46
- Vsze na szvetlo pride. KSJ 1908, 101-102
- Zsivlenje poleg vere. KSJ 1908, 105-107 1909
- Alkohol – csemer. KSJ 1909, 74-76
- Blagoszlovlena dela. KSJ 1909, 42-46
- Branite ftice! KSJ 1909, 65-69
- Duzsnoszti okol betezsnika. KSJ 1909, 46-50
- Iz koj de zsganica? KSJ 1909, 73-74
- Iz zgodovine szlovencov. KSJ 1909, 56-64
- Ka je novoga? KSJ 1909, 110-118
- Ka mo polagali zsivini na zimo? KSJ 1909, 122-125
- Kelko de nas zimszka krma kostala? KSJ 1909, 125-126
- Krscsanszki zgledi. KSJ 1909, 34-42
- Nasa kasza. KSJ 1909, 78-81
- Od dohana. KSJ 1909, 69-70
- Od skapulera. KSJ 1909, 119-122
- Pecsenka. KSJ 1909, 76-77
- Petrica Kerempuh. KSJ 1909, 81-105
- Popolno pozsalüvanje. KSJ 1909, 50-52
- Szenja Spolarove zsene. KSJ 1909, 70-71
- Szlednja pot. KSJ 1909, 53-55
- Szlovenci v Maria-Zelli. KSJ 1909, 105-109
- Vganke. KSJ 1909, 126-127
- Zmesanica. KSJ 1909, 127-128 1910
- Bog pomaga. KSJ 1910, 98
- Jasz verjem. KSJ 1910, 33-36
- Ka da mocs vu boji zsivljenja? KSJ 1910, 83-84
- Ka je novoga? KSJ 1910, 110-118
- Krszt. KSJ 1910, 43-48
- Kak sze gnoji drevji? KSJ 1910, 87-88
- Liszica, kokot, szenica i macsek. KSJ 1910, 105-107
- Lourdes. KSJ 1910, 40-42
- Nas fiskalis. KSJ 1910, 99-103
- Nase grede. KSJ 1910, 79-82
- Nemi baratje. KSJ 1910, 72-75
- Nerodovitnoszt szadovenoga drevja. KSJ 1910, 86-87
- Poszvet Marijin. KSJ 1910, 52-54
- Precsiscavanje. KSJ 1910, 65-71
- Prigovori. KSJ 1910, 97
- Prva pomocs pri neszrecsi. KSJ 1910, 84-86
- Rozse szvetoga Ferenca. KSJ 1910, 63-64
- Szkrovnoszt dobroga zdravja. KSJ 1910, 103-105
- Sztarisje i deca. KSJ 1910, 76-77
- Szv. Orsola i tivarisice njene. KSJ 1910, 36-39
- Törniscse. KSJ 1910, 57-63
- Tri zsele. KSJ 1910, 82-83
- Zadovolnoszt. KSJ 1910, 64-65
- Zdravilne rasztline. KSJ 1910, 71-72
- Zelena krma v jeszen, rano na szprotoletje. KSJ 1910, 88-89
- Zmesanica. KSJ 1910, 90-96 1911
- Jezusova moka i szmrt. KSJ 1911, 37-58
- Ka je novoga? KSJ 1911, 108-114
- Po szneho pridejo. KSJ 1911, 87-96
- Pravda. KSJ 1911, 73-75
- Sostarszki ceh v Törniscsi. KSJ 1911, 67-73
- Szledjen szod. KSJ 1911, 59-65
- Szneho pripelajo k hisi. KSJ 1911, 96-98
- Szveti Jozsef, pomocsnik vmirajocsih. KSJ 1911, 65-66
- Szveti miszijon v Cerencsovcih. ML 7 (1911) 12, 379-383
- Vganke. KSJ 1911, 80-81
- Vogledi idejo. KSJ 1911, 82-85
- Zmesanica. KSJ 1911, 78-80
- Zvacsinsztvo. KSJ 1911, 85-86 1912
- Glasz reditela. KSJ 1912, 106
- Hváleno preszvéto Szrce Jezusovo. KSJ 1912, 33-47
- Ka je novoga? KSJ 1912, 107-114
- Na sterom hatari lezsi Törniska cerkev? KSJ 1912, 55-71
- Nedelszki Vrh. KSJ 1912, 81-83
- Od Agneske. KSJ 1912, 74-81
- Od vüzma do riszalov. KSJ 1912, 36-47
- Piszmo v Ameriko. KSJ 1912, 83-85
- Pravda od desetine. KSJ 1912, 71-74
- Zemlja. KSJ 1912, 97-99
- Zgodovina materecerkvi. KSJ 1912, 47-55
- Zvezdoznanstvo. KSJ 1912, 95-97 1913
- Foszforova kiszilina. KSJ 1913, 55
- Gojenje mladezni. KSJ 1913, 37-43
- Hüdobija sze pokastiga. KSJ 1913, 47-55. (Po nemškom kj.)
- Malo dete mir prineszlo. KSJ 1913, 64-66
- Novi krcsmar. KSJ 1913, 79-81
- Povrnenje dva zablodjeniva dühovnika. ML 9 (1913) 3, 78-80
- Rejeni i stalni gnoj. KSJ 1913, 63-64
- Szo jo dela. KSJ 1913, 95-96
- Sztüdenec pozablenja. KSJ 1913, 68-69
- Veszelje. KSJ 1913, 44
- Vremen i proroküvanje. KSJ 1913, 103-104
- Zmesz. KSJ 1913, 110-116 1914
- Dolence. KSJ 1914, 36-40 1919
- Prekmurski Slovenci. KSJ 1919, 50-54 1924
- Kak boš se oponašo? KSJ 1924,
- Törnišče. KSJ 1924, 18-20 1925
- Svadba v Slov. krajini. KSJ 1925, 51-54 1927
- Naše domače reči iz starih časov. KSJ 1927, 26-30 1928
- Ka se je zgodilo? KSJ 1928, 100-102
- 25 let našega kalendara. KSJ 1928, 20-24
- Stare navade i šatringe. KSJ 1928, 47-49 1929
- Boljše gospodariti. KSJ 1929, 36-37
- Bosman, perec i dari. KSJ 1929, 52
- Glavo je v turbi meo. KSJ 1929, 57-59
- Gospodarstvo. KSJ 1929, 33-34
- Kaj se je zgodilo? KSJ 1929, 73-78
- Neposredne dače. KSJ 1929, 19-22
- Odkritosrčnost. KSJ 1929, 96-97
- Ona pa tej. KSJ 1929, 59-60
- Poniznost. KSJ 1929, 94-95
- Post. KSJ 1929, 33
- Potoki, vesnice. KSJ 1929, 38-40
- Prva motorna brizgalna v Prekmurji. KSJ 1929, 61-63
- Semen so lüpali. KSJ 1929, 54-56
- Stare navade. KSJ 1929, 46-51
- Strankarstvo. KSJ 1929, 65-67
- Sveto pismo. KSJ 1929, 22
- Zdrava bojdi Marija. KSJ 1929, 52-53
- Zdravje. KSJ 1929, 35
- Zglednola se je… KSJ 1929, 44-46
- Živali, rastline v lüdskoj govorici. KSJ 1929, 40-44 1930
- Naš dialekt (narečje). Zgodbice. Prigovori. KSJ 1930, 37-53
- Peta: Ne mori! KSJ 1930, 34-36 /Narodne pesmi. Zbral in objavil/. KSJ 1930, 61-79 1931
- Šmarnica. KSJ 1931, 87-88
- Ka je pravica? KSJ 1931, 52-53
- Nazaj k starim navadam! KSJ 1931, 77-78
- Ne mori! KSJ 1931, 50-52
- Laž komunistov. KSJ 1931, 76-77 1932
- Jeli doma ostanemo, ali pa po sveti mo šli? KSJ 1932, 42-44
- Lübezen do domovine in cerkvi. KSJ 1932, 37-39
- Nova moda. KSJ 1932, 39
- Sedemstoletnica blažene smrti svete Elizabete. ML 28 (1932) 1, 2-11. (Po… kj.)
- Šparajte. KSJ 1932, 41-42

## Külső hivatkozások
- Franc Kuzmič: BIBLIOGRAFIJA JOŽEFA KLEKLA MLAJŠEGA
- Vasi digitális könyvtár – Vasi egyházmegye
- Papp József: Magyar könyvek muravidéki tájnyelven